# Vlásenický potok
Vlásenický potok (někdy též Jelení potok) je pravostranný přítok řeky Lužnice. Potok je dlouhý přibližně 12 km; a odvodňuje území o ploše asi 30 km2. Do Lužnice se vlévá 7 km po proudu od Tábora.
Vlásenický potok pramení v Přírodním parku Jistebnická vrchovina na svahu vrchu Dehetník (680 m n. m.), nad obcí Podol míří k jihu, přes několik menších rybníků protéká obcí Vlásenice, zleva přibírá vodu Leštěnského potoka a pod vsí Třemešná zprava Májovský potok. Mezi obcemi Meziříčí a Dražice se zleva vlévá Pasecký potok.
Potom Vlásenický potok míří k jihu hlubokým údolím se skalnatými svahy, porostlými smrkovým lesem (v údolí při potoce rostou kapradiny pérovníku pštrosího (Matteuccia truthiopteris) – ohrožený druh naší květeny), je zde přírodní památka Vlásenický potok. Nakonec se zprava vlévá do řeky Lužnice asi 600 m pod Matoušovským mlýnem.
- V obci Vlásenice (jihovýchodně od Jistebnice) se nachází památný strom, známá Holubova lípa („lípa velkolistá“); vysoká 26 m, obvod kmene 860 cm, stáří odhadováno na 450-600 let. Údajně byla vysazena roku 1416 na památku upálení Jana Husa, nebo prý pod ní sám Hus kázal při svém pobytu na jihu Čech.